# Goede Herderkerk (Weert)

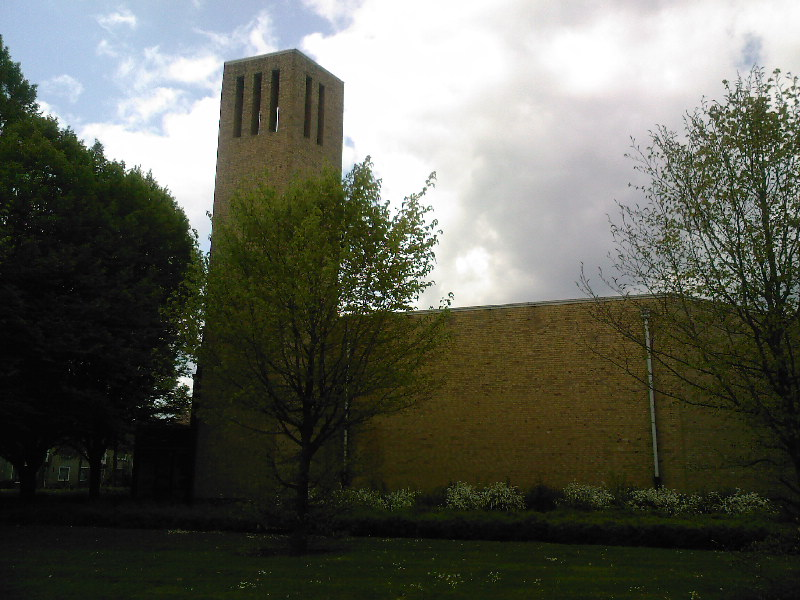
Goede Herderkerk

De Goede Herderkerk is een voormalige parochiekerk te Weert.

## Geschiedenis
De bouw van de kerk kwam voort uit de aanleg van de wijk Groenewoud. In 1962 werd eerst een noodkerk ingericht, bestaande uit een legerkantine die in Apeldoorn was aangekocht. De wijding aan de Goede Herder werd als eigentijds beschouwd, daar de pastoor van mening was dat heiligen niet meer zo belangrijk waren. Het zijn vooral protestantse kerkgebouwen die Goede Herderkerk heten. 
De definitieve kerk kwam gereed in 1967. Architect was Bart Salemans. In deze kerk was het de pastoor, Van Hees, die als één der eersten in Nederland Missen in de nieuwe liturgie opdroeg. Omroeporganisatie KRO zond deze Missen vaak landelijk uit, waardoor de kerk enige bekendheid kreeg. De noodkerk werd verkocht en huisvestte sindsdien een zandstraalbedrijf.
De kerk werd in 2004 onttrokken aan de eredienst en werd gekocht door de gemeente Weert. De inventaris, voor zover van religieuze en/of cultuurhistorische waarde, werd overgebracht naar de nabijgelegen Sint-Matthiaskerk. In 2016 is de kerk gesloopt.

## Gebouw
Het betrof een bakstenen vijfhoekige zaalkerk in modernistische stijl. De kerk had een plat dak en de inrichting ervan was sober. De tegen de kerk aangebouwde toren in baksteen en beton had een trapeziumvormige plattegrond.